# Jared Bush
Jared Earl Bush (Gaithersburg, 12 giugno 1974) è uno sceneggiatore e produttore cinematografico statunitense, dipendente e, dal 2024, direttore creativo dei Walt Disney Animation Studios.

## Biografia
Inizialmente conosciuto per essere tra i creatori della serie d'animazione Penn Zero: Eroe Part-Time, nel 2014 venne ingaggiato dalla Walt Disney Animation Studios dove è sceneggiatore e co-regista insieme a Byron Howard e Rich Moore del film Zootropolis (2016), vincitore dell'Oscar come Miglior Film d'Animazione 2017, ed è inoltre autore delle sceneggiature di Oceania (2016) e di Encanto (2021).
Il 19 settembre 2024, viene annunciato che Jennifer Lee si è dimessa da CCO di Disney Animation, per concentrarsi sulla regia dei prossimi sequel di Frozen, e che Jared Bush prenderà il suo posto.

## Filmografia

### Sceneggiatore
- Penn Zero: Eroe Part-Time (Penn Zero: Part-Time Hero) (2013-2014)
- Zootropolis (Zootopia) (2016), regia di Rich Moore e Byron Howard (insieme a Phil Johnston)
- Oceania (Moana) (2016), regia di Ron Clements e John Musker
- Encanto (2021), regia di Byron Howard e Jared Bush
- Oceania 2 (Moana 2), regia di David Derrick Jr. (2024)

### Regista
- Zootropolis (Zootopia) (2016), co-regia insieme a Rich Moore e Byron Howard
- Encanto (2021), co-regia insieme a Byron Howard

### Produttore
- Raya e l'ultimo drago (Raya and the Last Dragon), regia di Don Hall e Carlos López Estrada (2021)